# Djurröds landskommun
Djurröds landskommun var tidigare en kommun i dåvarande Kristianstads län.

## Administrativ historik
Kommunen bildades i Djurröds socken i Gärds härad i Skåne när 1862 års kommunalförordningar trädde i kraft. 
Vid kommunreformen 1952 uppgick kommunen i Träne landskommun som 1967 uppgick i Kristianstads stad som 1971 ombildades till Kristianstads kommun.